# Oswaldo Vecchione
Oswaldo Vecchione Junior (São Paulo, 25 de agosto de 1947) é um músico brasileiro.
É um dos fundadores da banda de rock Made in Brazil, criada em 1967 no bairro de Pompeia, na zona Oeste de São Paulo, no estado de São Paulo.

## Biografia
Oswaldo Vecchione tinha apenas 9 anos quando escutou e se encantou com toda a agressividade musical do cantor e pianista Little Richard nas emissoras de rádio. O jovem garoto resolveu comprar um vinil do cantor, mas deparou-se com a falta de estoque e saiu da loja com um disco de Elvis Presley. Imerso no universo do rock, Oswaldo era acompanhado pelo irmão mais novo, Celso Vecchione, que também se jogou nas melodias da época. Após acompanharem um show de Bill Haley no Brasil, os meninos se empolgaram com a ideia de ter uma banda. Violão elétrico, novas inspirações e a ideia cresceu até se tornar realidade em 1967.
Ao longo da longa história da banda, Oswaldo inicialmente tocava guitarra-base, mas depois se tornou o baixista. No final da década de 1970, assumiu também os vocais.
Apesar da variação das formações, Oswaldo sempre foi visto como líder do grupo. Muito bem informado sobre tendências do rock e rhythm and blues, através dele o Made in Brazil foi lançador de inovações no Brasil. Além disso, compôs a maioria, senão todas, as canções da banda, em geral com parceria de seu irmão Celso Vecchione. E é o único que nunca deixou a banda, uma vez que até mesmo Celso esteve fora da banda durante um curto período.
Oswaldo já afirmou que durante a ditadura militar foi chamado diversas vezes à polícia federal para prestar declarações sobre suas composições.
Seu filho, Rick Vecchione, passou a tocar bateria na banda do pai.
Em 13 de julho de 2020, o músico sofreu um AVC. Se recupera e tem alta 7 dias depois.